# Анархо-примитивизм
Ана́рхо-примитиви́зм (сокр. анприм) — направление в анархизме, основанное на критике истоков и достижений цивилизации. Примитивисты утверждают, что переход от охоты и собирательства к сельскому хозяйству дал начало расслоению общества, принуждению и отчуждённости. Они являются сторонниками отказа от цивилизации посредством деиндустриализации, упразднения разделения труда и специализации, отказа от крупномасштабных технологий.
Анархо-примитивизму близка концепция «золотого века», как установил Мирча Элиаде, подробно исследовавший эту тему, мифологема золотого века восходит ко временам неолитической революции и является реакцией на введение земледелия. Золотому веку неизменно сопутствуют мифологемы «потерянного рая» и «благородного дикаря». Этот архетипический образ лежит в основе почти любой утопической идеологии, призывающей вернуться к первобытному коммунизму.
Кроме анархо-примитивизма существует множество других направлений примитивизма. Не все примитивисты обращают внимание на проблемы современной цивилизации. Некоторые, такие как Теодор Качинский, видят корень зла в индустриальной революции. Другие — в различных более древних достижениях цивилизации: появлении монотеизма, письменности, начале использования металлических инструментов. Есть анархисты, такие как Вольф Ландстрайхер, поддерживающие некоторые идеи анархо-примитивизма, но не считающие себя анархо-примитивистами.

## Концепции
Примитивисты утверждают, что до прихода сельского хозяйства люди жили небольшими, мигрирующими коллективами, в которых существовало социальное, политическое и экономическое равенство. По их мнению, в этих коллективах отсутствовала иерархия.
Примитивисты считают, что сельское хозяйство привело к тому, что человечество стало навеки привязано к технологическим процессам и абстрагированным властным структурам, возникшим на почве разделения труда и иерархизма. Среди примитивистов нет согласия по поводу того, насколько в анархическом обществе будет развито огородничество. Некоторые настаивают на роли пермакультуры, другие же отстаивают исключительно охоту и собирательство.
Примитивисты с пропагандистскими целями используют некоторые факты культурной антропологии и археологии. За последние полвека общества, которые раньше считались варварскими, были переоценены академическими кругами. Некоторые учёные сейчас считают, что древний человек жил в относительном мире и процветании. Например, Фрэнк Хоул, специалист по раннему сельскому хозяйству, и Кент Флэннери (Kent Flannery), специалист по мезоамериканской цивилизации считали, что никто на земле не имел столько свободного времени как охотники и собиратели, которые тратили его, в первую очередь, на игры, беседы и отдых.
Такие исследователи как Карл Поланьи и Маршалл Салинс (Marshall Sahlins) характеризовали примитивные общества как экономику дара, где вещи оценивались по их пользе и красоте, а не стоимости и обменивались по необходимости, а не меновой стоимости. По их мнению, распределение в обществе в целом происходило без оглядки на работу, проделанную его членами. Работа выполнялась без мысли об оплате или личной прибыли. Более того, такого понятия как «работа» не существовало.
Другие мыслители, такие как Пол Шепард (Paul Shepard) (влияние на которого оказал антрополог Клод Леви-Стросс) писали об «эволюционном принципе», который, грубо говоря, привёл к тому, что виды покинули свою естественную среду и их образ действий стал «патологическим».

### Цивилизация
Примитивисты рассматривают в качестве цивилизации логику, общественные институты, органы власти, контроля и одомашнивания диких животных. Главным образом, они сосредотачивают внимание на их истоках. Цивилизация рассматривается ими как основная проблема и корень угнетения, которая должна быть демонтирована или разрушена.
Примитивисты описывают взлёт цивилизации как сдвиг, произошедший в последние 10 тысяч лет от существования в глубокой связи с природой к изолированному от неё и контролирующему остатки другой природой состоянию. Они утверждают, что до цивилизации: свободное время было в изобилии; существовали гендерные равенство и автономия; взгляд на природу исключал её разрушение; отсутствовало организованное насилие; не существовало посреднических и формальных структур; люди были здоровыми и сильными. Примитивисты утверждают, что цивилизация стала причиной возникновения: войн; подчинённого положения женщины; роста населения; монотонной работы; понятия собственности; иерархии; практически всех известных заболеваний. Они заявляют, что цивилизация возникает и зависит от усиливающегося и необратимого отречения от инстинкта свободы.

### Критика символической культуры
Примитивисты рассматривают сдвиг в сторону символической культуры (её воплощением, например, является виртуальная реальность) как большую проблему в том смысле, что она разрывает нас с непосредственным взаимодействием. Частый ответ на этот вопрос: «Значит, вы просто хотите хрюкать?» Возможно, это и является желанием некоторых, но обычно эта критика — взгляд на проблемы, неотъемлемые от способа коммуникации и понимания, которые полагаются преимущественно на символическую мысль и сокращают (и даже исключают) чувственный и непосредственный способы. Особое внимание уделяется символическому — движению от непосредственного опыта к опосредованному в форме языка, искусства, числа, времени и т. д.
Примитивисты утверждают, что символическая культура фильтрует наше целостное восприятие посредством формальных и неформальных символов. Это происходит, начиная с присвоения вещам названий, и распространяется на взаимоотношения с миром в целом, которые осуществляются посредством репрезентации. Свойственна ли людям символическая мысль изначально или она развилась, благодаря культурному сдвигу или адаптации, дискуссионно, но, говорят примитивисты, символический способ выражения и понимания ограничен и зависимость от него ведёт к олицетворению, отчуждению и ограниченному восприятию. Многие примитивисты продвигают и практикуют соприкосновение и возбуждение дремлющих и не до конца используемых способов взаимодействия и познания, таких как прикосновение и запах, а также экспериментируют и пытаются развивать свои персональные способы понимания и выражения.

### «Приручение» жизни
«Приручение», по мнению примитивистов, это процесс, который цивилизация использует для инкорпорации и контроля над жизнью посредством своей строго упорядоченной логики. Приручение — тенденция цивилизации к ассимиляции всей остальной вселенной для того, чтобы сделать весь мир одной колоссальной упорядоченной предсказуемой системой. Механизмы приручения включают в себя: дрессировку, разведение животных, модифицирование генов, школьное образование, тюрьмы, запугивание, принуждение, вымогательства, обещания, заключение договоров, регулирование, порабощение, терроризирование, убийства и т. д. «Приручение», как считают примитивисты, патологический (порождённый страхом) процесс власти, начатый какими-то группами древних людей, которые пожелали избавиться от неопределённости и опасностей жизни, чтобы обеспечить полностью безопасное и упорядоченное существование.
Примитивисты также описывают «приручение» как процесс перехода прежде бродячих людских популяций к оседлому существованию, связанному с сельским хозяйством и животноводством. Они утверждают, что подобное приручение требует тоталитарных взаимоотношений с приручаемыми землёй, растениями и животными. В конечном счёте, оно требует тоталитарного отношения к самому человеку. Они говорят, что в состоянии дикости всё живое обменивается ресурсами и соревнуется из-за них. «Приручение» рушит этот баланс. «Приручённый» пейзаж (например, пастбища, поля, в меньшей степени сады и огороды) неизбежно влечёт за собой конец открытого обмена ресурсами, который существовал до этого. То что когда-то было для всех, стало чьим-то. Анархо-примитивисты утверждают, что понятие о праве собственности стало фундаментом общественной иерархии, собственности и власти. Всё это неизбежно последовало за возделыванием и эксплуатацией окружающей среды и созданием монополии людей, создав со временем основанные на стоимости общественные структуры, где всё от еды до земли, генов и идей рассматривается как поддающийся подсчёту финансовый актив. Это также привело к разрушению, порабощению или ассимиляции других групп древних людей, которые не пытались осуществить подобный переход или не так далеко продвинулись в этой области как разрушающие, порабощающие или ассимилирующие группы.
По мнению примитивистов, «приручение» не только меняет порядок отношений с природой со свободного на тоталитарный, но и порабощает «приручителей» наравне с прирученными видами животных. В соответствии с примитивизмом, люди приблизились к началу последней фазы процесса «приручения», потому что сейчас люди уже экспериментируют с генной инженерией и делают впечатляющие успехи в области психологии, антропологии и социологии. Примитивисты считают что это позволит человеку высчитывать и воплощать самого себя, но это может привести к тому, что человек может стать товаром.

### Патриархат и репрессивная цивилизация
По мнению некоторых исследователей, появление репрессивной цивилизации совпадает с появлением патриархата. Исследованием этой связи в последнее время уделяется много внимания, например учениками Вильгельма Райха было произведено антропологическое исследование «Saharasia Discovery and Research» — сравнительный анализ данных о 1170 культурах, с целью выявления истоков репрессивной цивилизации и патриархата. Эти исследования созвучны взглядам примитивистов, которые утверждают, что ранним продуктом приручения в начале перехода к цивилизации является патриархат — формализация мужского доминирования и институты, укрепляющие его.
Примитивисты говорят, что созданием фальшивых гендерных различий между мужчинами и женщинами, цивилизация вновь создаёт «другое», которое может воплощаться, контролироваться, подавляться, использоваться и потребляться. Они усматривают в этом параллель одомашниванию растений для сельского хозяйства и животных для скотоводства как в общих чертах, так и в особенностях вроде контроля за размножением. Примитивисты указывают, что, как и в других сферах социальной стратификации, роли предназначенные женщинам призваны служить созданию строгого и предсказуемого порядка ради пользы иерархии. Они заявляют, что женщины стали рассматриваться как собственность, ничем не отличающаяся от посевов и стад. Примитивисты утверждают, что право собственности и абсолютный контроль над землёй, животными, рабами, детьми и женщинами — часть движущей силы цивилизации.
Патриархат, по мнению примитивистов, требует подчинения женского начала и узурпации природы, продвигая нас к полному уничтожению. Они утверждают, что он означает власть, контроль и подавление дикости, свободы и жизни. Они говорят, что патриархат диктует наши взаимоотношения: к себе, нашей сексуальности, друг к другу, природе. Они утверждают, что он жёстко ограничивает спектр нашего возможного опыта.

### Разделение труда и специализация
Примитивисты склонны считать разделение труда и специализацию фундаментальными и противоречивыми проблемами, имеющими решающее значение в социальных отношениях внутри цивилизации. Они считают отход от способности заботиться о себе и обеспечивать свои потребности, техникой разъединения и лишения смысла, увековеченной цивилизацией. Специализация рассматривается как явление ведущее к неизбежному неравенству влияния и подрыву равноправных отношений.

### Неприятие науки
Примитивисты отказываются от современной науки как метода познания мира. Наука примитивистами не считается нейтральной. Она рассматривается как насыщенная побуждениями и предположениями, являющимися результатом цивилизации, и усиливающая её.
Современная наука, как полагают примитивисты, это попытка воспринимать мир как скопление отдельных объектов, которые должны быть обследованы и поняты. Чтобы выполнить эту задачу, учёные вынуждены дистанцироваться эмоционально и физически, чтобы иметь односторонний источник информации, который перемещается от наблюдаемого объекта к ним самим, не определяющимся как часть того объекта, считают примитивисты.
Они утверждают, что подобный механистический взгляд близок к тому, чтобы стать господствующей религией современности. Считая, что наука стремится к отношениям лишь с количественным, примитивисты предполагают, что такой подход не допускает ценностей или эмоций. Примитивисты воспринимают науку как заявляющую, что только воспроизводимые, предсказуемые и одинаковые для всех наблюдателей вещи — реальны и важны. В то время как примитивисты верят, что реальность не воспроизводима, непредсказуема и не одинакова для всех наблюдателей.
Наука рассматривается примитивистами лишь как частичное рассмотрение действительности, из-за чего она якобы виновна в редукционизме. Наблюдение, воплощение, измерение, предсказуемость, управляемость и однородность — принципы и методы науки. Это, считают примитивисты, приводит к всемирному представлению, что всё должно быть воплощено, подсчитано, управляемо и унифицировано. Примитивисты также считают, что наука продвигает идею о том, что от нестандартных практик, идей и людей нужно избавиться как от несовершенных деталей машины.

### Проблема технологии
Примитивисты полностью отрицают современную технологию. Они считают её сложной системой, включающей разделение труда, добычу ресурсов и эксплуатацию, ради прибылей тех, кто её контролирует. Они утверждают, что результат взаимодействия с ней — всегда отчуждённая, опосредованная и искажённая действительность. Современная технология также, как и наука, считается не нейтральной. Ценности и цели тех, кто порождает и контролирует технологию, насаждаются ею же.
Современная технология, согласно примитивистам, существует чтобы быть отличной от простых орудий во всех смыслах. Простое орудие рассматривается ими как временное использование элемента нашего непосредственного окружения для определённых задач. Орудия не рассматриваются как предметы вовлекающие сложные системы, отчуждающие пользователя от какого-либо процесса. Примитивисты утверждают, что неявное в технологии разделение создаёт нездоровый и опосредованный опыт, который приводит к различным формам власти. Доминирование, которое постоянно увеличивает современные «экономящие время» технологии, создано. Примитивисты утверждают, что это неизбежно влечёт за собой создание ещё большего количества технологий, необходимых для поддержки, снабжения, сохранения и восстановления оригинальной технологии. Как утверждают примитивисты, это очень быстро ведёт к созданию сложной технологической системы, которая будет существовать независимо от людей, создавших её. Примитивисты полагают, что такая система методично разрушает или подчиняет природу, создавая мир подходящий лишь для машин.

### Производство и индустриализация
Согласно примитивистам ключевую роль в современной техно-капиталистической структуре играет индустриализация — механизированная система производства, основанная на централизованной власти и эксплуатации людей и природы. Индустриализация не может существовать, как они говорят, без геноцида, экоцида и колониализма. Также они утверждают, что, чтобы поддерживать индустриализацию хотя бы в лёгкой форме нужны принуждение, изгнание с земель, уничтожение культур, ассимиляция, экологическое опустошение и глобальная торговля. Примитивисты считают, что индустриальная стандартизация жизни воплощает и превращает её в товар, рассматривая жизнь как потенциальный ресурс. Они считают свою критику индустриализации естественным расширением анархического критического анализа государства, потому что считают, что индустриализация по своей сути авторитарна.
Аргументы примитивистов против индустриализации таковы. Чтобы поддерживать индустриальное общество необходимо завоёвывать и колонизировать земли, чтобы получать невозобновляемые ресурсы, чтобы снабжать топливом и поддерживать машины. Подобный колониализм рационализирован расизмом, сексизмом и культурным шовинизмом. В процессе получения этих ресурсов люди должны быть вынуждены отказаться от своих земель. Также, чтобы заставить людей работать на фабриках, которые производят машины, они должны быть порабощены, стать зависимыми и покорёнными деструктивной токсичной деградирующей индустриальной системой.
Примитивисты уверены, что индустриализация не может существовать без большой централизации и специализации. Кроме того, они уверены, что индустриализация нуждается в том, чтобы ресурсы перевозились по всему миру для того, чтобы увековечить её существование, и такой глобализм, как они утверждают, подрывает местную автономию и самостоятельность.
Наконец, примитивисты утверждают, что механистическое мировоззрение, кроющееся за индустриализацией, оправдывало рабство, геноцид, а также подчинённое положение женщин.

### Анархо-примитивизм и левые
В отличие от левых или социальных анархистов, примитивисты не считают себя частью левого движения (так же как и движения новых левых) и могут считаться частью постлефтизма в анархизме. Скорее они рассматривают консервативные, социалистические и либеральные идеи как несостоявшиеся. Примитивисты утверждают, что левые доказали себе монументальную ошибку своих целей. Левые, согласно примитивистам, термин которым можно обозначить все социалистические учения (от социал-демократов до маоистов и сталинистов), хотят заново социализировать «массы» в более «прогрессивное» собрание, часто используя принудительные и манипуляторские подходы для того, чтобы создать либо фальшивое «единство», либо политические партии. В то время, как примитивисты понимают, что их методы могут отличаться, но общим является утверждение коллективного монолитного мировоззрения, основанного на морали и этике.

### Против массового общества
Многие анархисты занимаются разработкой схем и механизмов производства, распределения, судебных решений и общения между большим количеством людей, другими словами, функционирования сложного общества. Примитивисты не признают предпосылок глобальной (или даже региональной) социальной, политической и экономической координации и взаимозависимости или организации, необходимой для администрирования. Они отвергают массовое общество по практическим и философским причинам. Прежде всего, они отвергают неизбежную репрезентацию, необходимую для действий в ситуациях вне сферы прямого опыта (полностью децентрализированный способ существования).
Согласно примитивистам, массовое общество сильно противоречит не только автономии и индивидуальности, но также и природе с сетью отношений, составляющей её живые сообщества. Они считают его просто неустойчивым, экологически нерациональным (ввиду добычи ресурсов, транспортировки и систем коммуникации, необходимых, с их точки зрения, любой глобальной экономической системе), чтобы продолжать существовать или обеспечить альтернативное развитие массового общества.

## Критика

### Критика в рамках анархизма
Среди критиков примитивизма есть широко известные теоретики анархизма: Ноам Хомский, Майкл Альберт, Брайан Шеппард, Эндрю Флад, Стюарт Хоум, Кен Нэбб и Мюррей Букчин. Мюррей Букчин в работе «Социальный анархизм или анархизм как стиль жизни» пишет про конфликт между более традиционной социалистической «социальной экологией» и более радикальной «глубинной экологией» примитивистов. Шеппард утверждает, что анархо-примитивизм не является формой анархизма. В работе «Анархизм против примитивизма» он говорит: «В последние десятилетия группы квази-религиозных мистиков начали уравнивание примитивизма, который они проповедовали (отказ от науки, рационализма и технологии, часто объединённые обобщающим понятием „технология“), с анархизмом. На самом деле, эти две вещи несовместимы». Флад согласен с этим утверждением и указывает, что примитивизм сталкивается с тем, что он определяет как фундаментальную цель анархизма — «создание свободного массового общества».

### Критика со стороны либертарианцев
Айн Рэнд подвергла жёсткой критике попытки замедлить развитие технологии и цивилизации:
"Враги Промышленной революции — её изгнанники — принадлежат к тому же типу людей, что всеми доступными средствами боролись с прогрессом человечества в течение многих столетий. В Средневековье их орудием был страх перед Богом... Когда это орудие вышло из строя, они призвали на помощь волю народа, группы, племени. Но, так как и это орудие рассыпалось в их руках, им больше не остаётся ничего кроме как скалить свои зубы и обнажать свои души, подобно загнанным в угол животным. Им остаётся только повторять, что у человека нет права на существование — согласно божественной воле неживой материи.
Требование "ограничить" технологию равносильно требованию ограничить разум человека. [Человеческая] природа (т.е. реальность) - вот что делает невозможным достижение этих целей. Технология может быть уничтожена, разум может быть [полностью] парализован, но ни технология, ни разум не могут быть ограничены. Каждый раз, когда делаются попытки ввести подобные ограничения, от этого страдает не государство, а человеческий разум".
Оригинальный текст (англ.)"The enemies of the Industrial Revolution—its displaced persons—were of the kind that had fought human progress for centuries, by every means available. In the Middle Ages, their weapon was the fear of God... When this weapon wore out, they invoked the will of the collective, the group, the tribe. But since this weapon has collapsed in their hands, they are now reduced, like cornered animals, to baring their teeth and their souls, and to proclaiming that man has no right to exist—by the divine will of inanimate matter.

The demand to “restrict” technology is the demand to restrict man’s mind. It is nature—i.e., reality—that makes both these goals impossible to achieve. Technology can be destroyed, and the mind can be paralyzed, but neither can be restricted. Whenever and wherever such restrictions are attempted, it is the mind—not the state—that withers away." 

### Цивилизация и насилие

Доля мужчин, погибших в результате военных действий. В примитивных обществах войны являются значительно более частыми и кровопролитными

Ещё одним объектом критики является утверждение анархо-примитивистов о том, что иерархия и насилие — плод цивилизации. Критикующие ссылаются на господство и борьбу за территорию, наблюдаемую среди шимпанзе. Некоторые анархо-примитивистские философы, например, Пьер Кластр (Pierre Clastres), дают антропологическое объяснение необходимости определённого количества насилия для поддержания гармонии в примитивных обществах. Основываясь на антропологических данных, анархо-примитивисты утверждают, что примитивные общества по своей природе были менее склонны к войне, насилию и болезням. Более того, они подчёркивают, что насилие отчуждения и бесцельности — детище технологической цивилизации.

### Анархо-примитивистская критика языка
То, что некоторые примитивисты распространяют свою критику символической культуры на сам язык, даёт повод профессору университета Джордтауна Марку Лансу (Mark Lance) называть примитивизм «абсурдным, поскольку для создания надлежащих взаимоотношений внутри коробки используются средства, разрушающие эту коробку». Примитивисты отвергают подобную аргументацию, говоря, что думать вне рамок коробки (цивилизации/культуры) и шагнуть за её пределы, можно и тогда, когда коробка существует.

#### Книги
- Уильям Р. Каттон мл. Конец техноутопии, 1980.
- Джон Зерзан. Первобытный человек будущего, 1994.
- Джек Тернер. Дикость и дикая природа, 1996.

#### Статьи
- Джон Мур. Примитивистский букварь.
- Иван Иллич. Элементы радикальной критики индустриальной системы, 1975.
- Джон Зерзан. Чудо нельзя выразить словами, 2004.
- Джон Зерзан. Агрокультура: демонический двигатель цивилизации, 2012.
- Лейла АбдельРахим. Образование как одомашнивание внутреннего мира, 2014.